# 羰基钋
羰基钋是一种无机化合物，化学式COPo。有强放射性。

## 制备
羰基钋可由一氧化碳和金属钋直接反应得到。